# 江充棟
江充棟，浙江会稽县人，清朝政治人物。
乾隆三十五年十一月，擔任清朝廣東省潮州府豐順縣知縣。后由史易接任。